# Campeonato de Australia 1949
Lista de los campeones del Abierto de Australia de 1949:

## Individual masculino
Frank Sedgman (AUS) d. John Bromwich (AUS),  6–3, 6–2, 6–2

## Individual femenino
Doris Hart (USA) d. Nancye Wynne (AUS), 6–3, 6–4

## Dobles masculino
John Bromwich/Adrian Quist (AUS)

## Dobles femenino
Thelma Coyne Long (AUS)/Nancye Wynne (AUS)

## Dobles mixto
Doris Hart (USA)/Frank Sedgman (AUS)
| Predecesor: 1948                                       | Abierto de Australia 1949 | Sucesor: 1950                         |
| Predecesor: Campeonato nacional de Estados Unidos 1948 | Grand Slam 1949           | Sucesor: Torneo de Roland Garros 1949 |

- Datos: Q2715090